# Guido Biscaretti di Ruffia
Guido Biscaretti di Ruffia (Torino, 28 ottobre 1867 – Roma, 21 ottobre 1946) è stato un militare e politico italiano.

## Biografia
Figlio del senatore conte Roberto Biscaretti di Ruffia e della nobildonna Beatrice Ferrero, nonché nipote del senatore Carlo Biscaretti di Ruffia e fratello del disegnatore tecnico Carlo Biscaretti di Ruffia.
Intrapresa la carriera militare, il 18 ottobre 1881 decise di iscriversi all'Accademia Navale divenendo dal 1908 socio dell'Accademia Geografica Italiana e interessandosi quindi di cartografia militare per la marina.
Nel 1911-1912 prese parte alla guerra italo-turca col grado di capitano di fregata al comando del cacciatorpediniere Artigliere e poi alla prima guerra mondiale nel 1914, venendo nominato aiutante di campo effettivo del re Vittorio Emanuele III dal 21 maggio del 1916, mantenendo poi il titolo onorifico dal 1917. Nel frattempo a Roma sposò Maria Voli dalla quale ebbe due figli, Roberto e Paolo. Divenuto Presidente del Consiglio superiore di marina (10 agosto 1923 - 1º agosto 1925), venne quindi nominato Ammiraglio di Squadra nel 1926 e poi Senatore dal 1928.
Decadde dalla carica di senatore dal 1945 e morì a Roma l'anno successivo.